# Stars on Mars
Stars on Mars var en svensk popgrupp som med sin debutskiva "Poster", släppt 1993, spåddes en lysande framtid. Uppföljaren "Songbook", släppt 1994, blev dock inte den kommersiella framgång många hade trott. Efter en del bråk inom bandet om den musikaliska inriktningen för framtiden gick man skilda vägar. Sophie Eklöf, Torsten Rundqvist och Mårten Skoog kom från bandet Fem snabba (där även Richard Tersaeus gästspelade på deras sista skiva) och Helena Jonsson kom från bandet Nevskij Prospekt. Sophie Eklöf, som även skrev de flesta låtarna, är nu körledare för The Sweptaways.

## Medlemmar
- Sophie Eklöf, sång.
- Helena Jonsson, sång.
- Richard Tersaeus, elgitarr.
- Torsten Rundqvist, bas & akustisk gitarr.
- Mårten Skoog, trummor.

## Diskografi

### Poster
1. Sleeping with someone else
2. Morris mirror
3. Marshall Man
4. Shooting star
5. Clouds dreams
6. Motorcycle baby
7. Hey little prince
8. Lost in the stars
9. Girl in the swing
10. Adorable you
11. Kite of love
12. Poster

Producerad av Micke Herrström

### Songbook
1. Attemped murder (Eklöf/Rundqvist)
2. Modern girl (Eklöf/Rundqvist)
3. TV baby (Eklöf/Rundqvist)
4. He's a bum (Eklöf/Rundqvist)
5. Silent movie (Eklöf/Rundqvist)
6. Sad songs (Jonsson/Glaumann)
7. Corkscrew hair (Eklöf/Rundqvist)
8. Cat and a dog (Eklöf/Rundqvist)
9. Fans on mars (Eklöf/Rundqvist)
10. I don't know (Eklöf/Rundqvist)
11. Sweetest kiss (Eklöf/Rundqvist)
12. The heaviest sound (Eklöf/Rundqvist)

Producerad av Stefan Glaumann